# 時計仕掛けのレイライン
『時計仕掛けのレイライン』（とけいじかけのレイライン）は、ユニゾンシフト：ブロッサムより発売された18禁アドベンチャーゲームのシリーズ作品であり、魔術に関するあらゆる知識が集約された学園を舞台として繰り広げられるファンタジー推理ドラマである。
本シリーズはユニゾンシフト:ブロッサムの第6作である『時計仕掛けのレイライン -黄昏時の境界線-』（とけいじかけのレイライン -たそがれどきのきょうかいせん-、2012年7月27日発売）、『時計仕掛けのレイライン -残影の夜が明ける時-』（とけいじかけのレイライン -ざんえいのよるがあけるとき-、2013年1月25日発売）、そして『時計仕掛けのレイライン -朝霧に散る花-』（とけいじかけのレイライン -あさぎりにちるはな-、2015年1月30日発売）の三部作である。2017年4月27日にはこの三部作を一つにまとめ、新規エピソードを追加したPlayStation Vita用ソフト『時計仕掛けのレイライン -陽炎に彷徨う魔女-』（とけいじかけのレイライン -かげろうにさまようまじょ-）がdramatic createより発売された。また、2021年3月25日にはdramatic createよりPS Vita版をNintendo Switchに移植したバージョンが発売された。

## 物語

### 黄昏時の境界線
天秤瑠璃学園に入学したばかりの主人公・久我満琉は校舎の中庭に差しかかると、上級生の少女、鹿ケ谷憂緒から中庭の銅像に触れないよう忠告を受ける。しかし、誤って二階から転落した烏丸小太郎を受け止めるため、満琉は銅像を踏み台にして破壊してしまう。その一件で学園長の九折坂二人に呼び出された満琉は、烏丸と共に学園に起こる事案を調査・解決する機関、特殊事案調査分室（以下、特査（トクサ）、特査分室）への配属を命じられる。
放課後、地下にある特査分室を目指す満琉達は、遺品（ミスト）と呼ばれる魔術道具に遭遇する。そこに現れた憂緒が札を貼り付けると、遺品は動きを止め、瞬く間に封印された。憂緒は自身が特査の人間であることや、遺品と呼ばれる不思議な魔術道具の存在について話し始める。その事が一般生徒には秘密にされ、遺品が起こした事件を解決することは特査の仕事であるとも付け加える。
その直後、時計塔の鐘とともに夜の世界が動き出し、学園と一体化する。昼の校舎とは異なる学園の様子に満琉達が驚いていると、昼の学園の生徒とは違う、夜の生徒達が登校してくる。憂緒曰く、この学園は時計塔の鐘の音と共に満琉達の住む世界とは違う世界を召喚し、学園として機能し始めるという。この事件を発端に、満琉は特査や風紀委員の仲間と共に数々の難事件に巻き込まれることとなる。

### 残影の夜が明ける時
主人公の久我満琉もとい久我三厳は同じ特査のメンバーである小太郎や憂緒、村雲静春や、地下図書館にいるサポート役のリト、天秤瑠璃学園の昼と夜を繋ぐ魔法陣を動かす壬生鍔姫と村雲春霞、そして数多くの風紀委員と共に、遺品騒動の解決のために奔走する日々を過ごしていた。
そんなある日、学園に現れた二人の異邦人。彼らを巻き込み、特査の面々は新たな難事件に直面することとなる。また、ドイツから来日したアーデルハイト・リッター・フォン・ヴァインベルガーから、夜の生徒たちの謎を指摘される。

### 朝霧に散る花
夜の世界の崩壊に伴い、夜の生徒たちは消滅する。20年前の学園で起きた火災が原因だと考えた三厳は、夜の生徒として消えた仲間との再会を夢見て、調査に乗り出す。

## 登場人物

### 黄昏時の境界線，残影の夜が明ける時

#### メインキャラクター
久我 満琉（三厳）（こが みちる（みつよし））
本作の主人公。九折坂に魔女（マギエ）の才能を見込まれて学園に入学する。一つだけ願い事を叶えられるという条件を飲み、兄の病気を治すため入学を決意した。少々乱暴でいい加減な性格だが、根は面倒見が良い。頭の回転は決して遅くないが、憂緒の思考についていけずにしばしば衝突している。好物は辛い物。学園では「久我満琉」を名乗っているが、本当は身代わりになろうとした満琉の兄で、本名は久我三厳。
その正体はアンデルの転生体であり、特に能力が高いと言われる赤い眼の魔女。魔女としての全ての力を妹の満琉に送っているために、その体に魔力はない。そのため人間には入ることのできない、宝物庫にも入ることができる。「魂」の魔女であるアンデルの転生体であるため、20年前の生徒たちを唯一救うことのできる存在でもあった。
鹿ケ谷 憂緒（ししがたに うしお）
声：森谷実園
天秤瑠璃学園二年生。満琉達が入学してくるまで特査分室の仕事をただ一人で行っていた。理知的で冷静な雰囲気から、学園内でも一般生徒から一目置かれており、誰に対しても礼儀正しく丁寧な言葉で話す。特査の仕事では、聡明な頭脳を生かして学園で起こった数々の難事件を解決し、遺品の回収に大きく貢献する。その反面、他人をあてにせず近寄り難い空気を出している。好物は甘い物と紅茶。
行方不明になった親友、花立睦月を探すべく天秤瑠璃学園に来ており、特査を復活させたのも睦月を探しやすくするためである。魔力はあまり持っておらず、遺品などは得意ではないが、独学で魔法などについても勉強している。
烏丸 小太郎 （からすま こたろう）
声：門倉宗一
天秤瑠璃学園一年生。満琉に助けてもらったことに恩を感じ、銅像を破壊した罰を共に被って特査の一員となる。柔和な青年で、比較的落ち着いている三厳や憂緒と違い、感情が表情や態度に表れやすい。しかし、我慢強い面や一度決めたらやり抜く芯の強さもある。三厳を「みっちー」と呼び、三厳からは「おまる」と呼ばれている。
その正体は20年前の生徒であり、夜の生徒たちと同じく、20年前に起きた事件により魂が発火する状態にあるため燃えないように隔離されている。黄昏時の境界線，残影の夜が明ける時に登場している彼は花立睦月を依り代に存在している。そのため、憂緒がヤヌスの鍵で睦月のもとへ開いた際に特査分室につながっていた。
風呂屋町 眠子（ふろやまち ねこ）
声：萌花ちょこ
夜の世界の生徒である一年生。初対面の相手にも元気に挨拶できる明るい子。王子様にあこがれるなど乙女らしい感性を持っている。拾ったヤヌスの鍵を乱用した結果、意図せずして時計塔の中に飛ばされてしまった。
その正体は20年前の生徒であり、魂が発火する状態にあるため隔離されている。夜の生徒として登場しているときは、西寮の生徒、諏訪葵を依り代にしている。20年前の文化祭のポスターを描いており、それが「夜の生徒＝20年前」の生徒という重要な手がかりの発覚のきっかけとなった。
壬生 鍔姫（みぶ つばき）
声：かわしまりの
風紀委員の二年生。風紀委員の中でも現場責任者のような存在で、多くの生徒から頼られている。堅い性格だと誤解されがちな一方、人形集めが趣味の女性らしい面を持つ。友人ができないことに悩んでいたため、遺品「アンリ・シェブロ」を発動させてしまう。スミちゃんという人形と友人となった。
魔女の素質を持っていたが、スミちゃんこと村雲霞との接触で本格的に才能を開花させ魔女に目覚める。魔女として「嘘を見抜く」という能力を有しているが、魂を見て真偽を判断するため、魂を持たないホムンクルスには通用しない。
村雲 静春（むらくも しずか）
声：古河徹人
風紀委員の二年生。壬生鍔姫とコンビを組んで校舎の見回りを行っている。三厳との相性は悪く、会うたびにいがみ合っている。風紀委員としてはかなり熱心に仕事を行っており、放課後の見回り等も壬生と組んで行うことが多い。
姉である村雲霞が学園でスケープゴートをやる代償に、病気を治してもらった上、姉の負担を見て、『黄昏時の境界線』では暴走してしまう。『残影の夜が明ける時』では、その責任を取る形で特査の一員となった。また、モルフェウスの石を通じて、久我満琉の友人になる。兄弟という立場や境遇から満琉とは似通う点も多い。
リト (Rito)
声：鶴屋春人
広大な地下図書館にいつも一人で佇む年齢不詳の少女。いつも体が隠れるほどの大きな本を持ち歩いている。学園にある遺品のことはほとんど把握しているといわれている。その博識ぶりから、特査でわからないことがあったならば彼女に聞きに行くほど。
その正体はクラール・ラズリットが生み出したホムンクルスであり、彼女が持ち歩く本が本体である。そのため、特殊な方法で本を塗りつぶすと、彼女はそのことについて分からなくなってしまう。

#### サブキャラクター
九折坂 二人（つづらおりざか ふひと）
声：小倉結衣
天秤瑠璃学園の学園長だが、身分に似つかわしくない小さな女の子の容姿をしている。年齢不詳で様々な事が謎に包まれている。様々なことをたくらみ、動いているようであるが、話が成立していないときもあるなど人間らしからぬ面が多々見られる。
その正体は、七番雛が生み出したホムンクルス。ホムンクルスゆえに主人の命令が絶対で、命令を実行するために強引な方法をとることもある。ホムンクルスであるため魂がないほか、話がかみ合わないことが多い。20年前の生徒をよみがえらせるべく、西寮の生徒を依り代にするつもりであった。
一（にのまえ）
声：鈴谷まや
九折坂の首にいつも巻きついているオコジョで、通称ニノマエくん。いつもぢーやちっちっとしか鳴かないが、九折坂とは会話が出来ているらしい。その正体はホムンクルスであり、七番雛との連絡手段でもあった。
村雲 春霞（むらくも かすみ）
声：野神奈々
村雲静春の双子の姉であり、生まれついての魔女の才能を九折坂に買われ、学園のとある仕事に携わっている。天秤瑠璃学園に一応入学しているが、授業に出ていないため一般生徒に存在を知られていない。放課後に出現する白マントの正体であり、夜の学園に切り替えるための魔力を注ぐ役目、スケープゴートとしてこの学園に来た。その対価に弟の静春の病気を治してもらった。
黒谷 真弥（くろたに まや）
声：平野響子
満琉と烏丸のクラスメート。好奇心旺盛な性格で校内の様々な噂を集めており、オカルトや怪談を好む。放課後も学園に残っている満琉と烏丸を羨ましがっている。
吉田 そあら（よしだ そあら）
声：中家志穂
満琉と烏丸のクラスメート。怖がりな性格で、黒谷が集めてきた怖い噂を聞いてはぷるぷる震え出すので、烏丸と共にサドっ気のある黒谷のいいはけ口とされている。ホームシックから「モルフェウスの石」が発動してしまう。
その正体は、烏丸小太郎の実の娘。
射場 久美子（いば くみこ）
声：榛名れん
夜の世界の生徒である二年生。活発で強気な頼れる姉貴分。夜の生徒の中でも特査の面々と親しく、事件の調査に協力してくれる。
七番 雛（しちばん ひな）
声：鈴谷まや
夜の世界の生徒で二年生。いつも射場と共に行動しているため特査の面々とも顔見知りであるが、何につけても反応が無く、つかめない性格の持ち主である。
その正体は、「魂」の魔女アンデルが生み出した「魂」を持つホムンクルス。別名セディ。アンデルは彼女のことをクラスメイト達に受け止めてもらえると思ったが、うまくいかず、魂を操作していた。20年前の事件当日、全校集会にてその操作を解除したことがきっかけで事件が起こった。事件後、アンデルの命令から、20年間、生徒を救うために活動し続けたが、判断能力を失った上、、アンデルのことも忘れてしまい、自身が生んだホムンクルスたちの突拍子もない提案を受け入れた。
春日 真由美（かすが まゆみ）
声：まきいづみ
夜の世界の生徒で一年生。眠子と仲が良く、特査にはよく忘れ物の件でお世話になる。
白マント
声：不明
夕方の学校を徘徊する謎の人物。幽霊の噂がされるに至った張本人で、満琉達の敵か味方かは不明。
花立 睦月（はなだて むつき）
声：倉田まりや
天秤瑠璃学園の生徒で、入学して間もなく行方不明となった。憂緒の親友でもあり、憂緒が屈託のない笑顔を向けられる数少ない人物である。

### 残影の夜が明ける時から登場
アーデルハイト・リッター・フォン・ヴァインベルガー (Adelheid Ritter von Weinberger)
声：白月かなめ
老舗の香水メーカー、ヴァインベルガー家の若き女当主を務めるドイツ人。魔術道具の調合や扱いに長けている。お屋敷育ちのお嬢様であり、男性から触れられる事に全く慣れていない。
ドイツ人女性の名前であるアーデルハイトの綴りの短縮形はハイジであり、本編でも三厳などからそう呼ばれている。
ルートヴィヒ・リッター・フォン・ヴァインベルガー (Ludwig Ritter von Weinberger)
声：有村祥
通称ルイ (Louis)。アーデルハイトと常に行動を共にしている長身の執事。
聖護院 百花（しょうごいん ももか）
声：涼屋スイ
風紀委員を束ねる風紀委員長であり最上級生。鍔姫と静春が風紀委員を脱退したことにより表舞台に出てきた。
久我 満琉（こが みちる）
声：shizuku
主人公・久我三厳の妹で、本当の久我満琉。
諏訪 葵（すわ あおい）
声：藤乃理香
昼の天秤瑠璃学園1年生。本作では初登場の西寮の生徒。
伏見 みお（ふしみ みお）
声：倉田まりや
かつて久我家の近くに住んでいた三厳の幼馴染。現在は三厳の通院先の病院で看護師として働いている。
ぴぃちゃん
声：まきいづみ
諏訪葵が遺品で作り出したホムンクルス。

### 朝霧に散る花から登場
アンデル (Angel)
声：柚原みう
「セディ」の生みの親で、三厳と満琉の前に現れる。桁外れた魔女としての才覚を有していたために身内から迫害を受けていたが、クラールラズリットに拾われ、その後は魔術を教わることになる。
クラール・ラズリット
声：伊達祥穂
時を操る魔女。天秤瑠璃学園創始者・初代理事長。
アーリック・リッターフォン・ヴァインベルガー (Ulrick Ritter von Weinberger)
声：ますおかゆうじ
ルイの義兄で、ルイとハイジをドイツに連れ帰るためにやってきた。

## 舞台
天秤瑠璃学園
山奥にそびえ立つ私立の全寮制学園で、大きな時計塔がある。創設者である魔女クラール・ラズリット(Kral Lazurit)により世界各地から不思議な考古学遺物、古文書、骨董品などが集められ、中には本物の魔術道具である『遺品（ミスト）』も含まれる。クラールは多くの魔女達を迎え入れ、それらの遺品を地下図書館の宝物庫に保護・封印した。
放課後には速やかな帰寮体制が取られ、特査と風紀委員以外の生徒は無人となる。部活動等は寮内の施設で行われるため、例外なく行われる。黄昏時を告げる鐘の音を合図に夜の世界が訪れ、夜の学校としても機能する。夜の生徒達には昼夜の区別がなく、時間帯を夜として認識する満琉達とは別世界から召喚されている。彼らの見た目は昼の世界の人間と大差なく、彼らの正体は『残影の夜が明けるとき-』で明らかにされている。
特殊事案調査分室
学園長や他の生徒からの依頼・相談を受け持つ特別調査室。学園の人間であれば誰もが知る存在だが、本来は夜の世界も含めた遺品関係の事案を解決するために存在する。本編の20年前に一度消滅したが、転入してきた鹿ケ谷憂緒が一人で復活させて活動を行っていた。特査に所属した憂緒たちは放課後の帰寮を免除され夜の世界では授業を受けなくてもいい特別な生徒という扱いをされている。
風紀委員会
昼の生徒から構成される集団で、学園の風紀を管理している。一般的な学校のそれより遥かに強い権限を持ち、放課後の帰寮を始めとした厳格な監視体制を敷いている。夜の世界の警備を担うために特殊な訓練を受けた風紀委員も存在する。
学園長室
学園長である九折坂二人が使用している部屋であり、来客の対応や生徒の呼び出しの際に使われる。
時計塔
黄昏時を伝える鐘のある時計塔。四方八方何処を探しても入り口が無く、学園の不思議の一つとされている。

## 用語
魔力・魔術・魔術耐性
本作における魔力とは、誰しもが持っている先天的な能力の事である。魔術とは魔力により引き起こされる現象の総称である。魔術耐性とは魔術的な力への防御力のことであり、魔力と魔術耐性は基本的に反比例して個体に内在している。
遺品（ミスト）
クラール・ラズリットが世界各地から集めた魔術道具の総称。中庭の銅像が封印となっていたが、満琉が破壊したことで宝物庫から逃げ出してしまった。強い欲求・願望を持つ人物の前に姿を現し、使用者から注ぎ込まれた魔力が許容量を超えることで暴走する。使用者の魔力を吸い続ける物や最初しか吸わない物、魔術の対象となった人間すべてから魔力を吸う物など様々なタイプがある。
魔女（マギエ）
常人に比べ遥かに高い魔力を持つ人々の総称を言う。潜在的な魔力に優れるが個体差があり、赤い眼の魔女は別名が付くほどずばぬけて高い能力を持つとされている。生まれながらの人もいれば後から覚醒する人もいる。
封印の札
天秤瑠璃学園の学園長が所有している札で、簡単には大量生産できないため使用分は鹿ケ谷憂緒に一任されている。憂緒でなければ使う事が出来ないというわけではなく、自分の血を付けて言霊を詠じることで誰でも遺品を封印する事が出来る。
魔法陣
特定の魔術を発動するために描かれる円陣・方陣の総称。発動する魔術や記号の意味によって形が左右されるため、作成にはある程度の知識が必要となる。地下図書館にはそれらの作成方法が記述された文献が数多く存在するため、本編でもしばしば引用される。陣に傷が付くと使用できない、反転すると逆の効果を持つといった性質がある。
ラズリット・ブロットストーン
クラール・ラズリットが魔力を込めた後、時を止める魔術を行使して半永久的に魔力を引き出せるようにした輝かしい石。純度の魔力の塊で、持っている本人の魔力を肩代わりする事が出来る。小さいものでも人間百人ほどの魔力を発揮することから、学園はこの石を用いた対魔術用結界を何重にも配置している。石が壊れる条件は、石が使用できる魔力以上の魔力を瞬時に使い果たした場合である。

## 遺品（ミスト）

### 黄昏時の境界線（遺品）
ハイタースプライト
声：倉田まりや
探し物を手伝う妖精の遺品。非常に役立つ遺品だが、的確な指示を出さないと該当しそうな物を何でも持って来てしまう。強い魔力よりも継続的な魔力を要求する遺品であり、魔力の弱い使用者が使い続けるといずれ昏倒してしまう。本体は小さな懐中時計で、蓋が開いている時だけ活動でき、蓋が閉まると妖精も消えてしまう。
ヤヌスの鍵
使用者が頭に思い浮かべた場所や人の所へ行くことができる鍵状の遺品。鍵穴がある扉なら何でもよく、鍵を差して回すことで扉の向こう側が思い浮かべた場所となる。込められた魔力が多いほど遠くへと行くことができ、魔力が足りなかった場合は行きたい場所と現在地の中間の空間へと繋がり、魔力が無い場合は普通の鍵と同様にしか使うことが出来ない。魔力が多ければ鍵穴が無くても回す動作だけで空間へと移動することも可能である。特に指定せずに使うと、無意識化に考えた場所や人の所へと飛ばされる。ただし、ヤヌスの鍵の効力が通用しない魔術で守られている場所や、死人の所へは行くことが出来ない。
アンリ・シェブロ
声：白月かなめ
アンティークドールの形をした遺品。友達が欲しいと考えている人の元に現れ、目玉を入れる事で起動できる。使用者以外の人物から心の一部を切り取り、その所有物に移植する事で仲間を生み出す。心の一部と共にアンリ・シェブロと出会った記憶を失ってしまうため、いつ失くしたかわからない所有物の捜索依頼が特査に殺到した。遺品使用者からは心を切り取ることができないため、使用者の所有物は対象外となる。魔力に相当する数の人形を生み出した後、使用者の元へたくさんの友達を引き連れて帰ってくる。
コルウス・アルブス
白い羽根の入った木箱の形をした遺品。羽根に刺された人間に、使用者の質問に三回だけ強制的に答えさせる能力を持つ。質問が終わるごとに羽は色を黒く変え、抜け落ちる。
シュトルム・カッツェ
目を合わせると人間を猫の形に変えてしまう遺品。キスをすることで元に戻る。猫になると服が脱げてしまい、全裸のままで元に戻ってしまう。
サーペント
指輪状の遺品で全部で3本存在する。対象の名前を呼ぶ事で動きを拘束する事が出来る。呼ばれる側の認識に作用するため、自身の名前と異なる名前を使っていたり、自身の名前を想起できない人物には効果が無い。
クピドの弓
憂緒ルートで登場する弓状の遺品。金色の矢に刺されると好感を持ち、鉛色の矢に刺されると嫌悪を抱く。矢は使用者の望みに反応して色を変え、命中する事で効果を発揮する。刺された人間は初めて見た人にのみ感情を抱くようになる。遺品自体を封印すれば矢の効果はなくなる。

### 残影の夜が明ける時（遺品）
シュピールオーペル
蝶のようにひらひら飛びながら追いかけてくる楽譜の遺品。その光に包まれた者は自分の好きな歌を歌い出してしまう。
モルフェウスの石
中央に大きな石の埋め込まれたペンダント型の遺品で、使用すると自分の好きな夢を見ることが出来る。自分以外の人間にも好きな夢を見せるほど影響範囲が広く、夢と夢を繋げて各々の夢が共存する世界を作り上げてしまう。元々夢を見ていない人間からも魔力を吸い出し、魔力の足りない人間を目覚めなくしたり、問いかけをすることで夢を見続けることを強制する厄介な性質を持つ。
ヴァーグネルケース
ホムンクルスの製造機能を有した遺品で、トランクに収納された器具に自身の血を入れることで誰でも使用できる。本体を封印すると造られたホムンクルスも消滅する。
ピスキー・カプレット
西洋のランタンの形をした遺品で、使用すると発光し、その光を浴びた者の身体の大きさを変える。
メギンギョルド
石が埋め込まれた指輪型の遺品。使用者の物理的な力を向上させる。
ラ・グエスティア
二叉の槍のような見た目の遺品。ヴァインベルガー家に代々伝えられている。相手によっては強力な武器になる。

## 制作
『残影の夜が明ける時』のメインヒロインであるアーデルハイト役には『黄昏時の境界線』でアンリ・シェブロを演じていた白月かなめが起用された。ツンデレお嬢様役は白月にとって初めてだったうえ、難解な言葉が多かったものの演じていて楽しかったと2024年のインタビューの中で振り返っている。

## スタッフ
- 企画・原案：ユニゾンシフト、市川環
- シナリオ：西ノ宮勇希、風間ぼなんざ、南愛恵ほか
- 原画：うらび、ぺろ、いいの（残影の夜が明ける時）、いとうのいぢ（朝霧に散る花）
- 楽曲：水月陵

## 主題歌
黄昏時の境界線
テーマソング「黄昏時のレイライン」
作詞・作曲：水月陵 / ボーカル：JOH feat.KIYO
エンディング「黄昏時のレイライン 〜from A Clockwork Ley-Line〜」
作詞・作曲：水月陵 / ボーカル：KIYO
残影の夜が明ける時
テーマソング「残影の夜が明けるとき」
作詞・作曲：水月陵 / ボーカル：JOH and KIYO
エンディング「黄昏時のレイライン」
作詞・作曲：水月陵 / ボーカル：JOH feat.KIYO
朝霧に散る花
テーマソング「Clockwork Ley-Line -The Last episode-」
作詞・作曲：水月陵 / ボーカル：JOH + KIYO
エンディング「Places where you are」
作詞・作曲：水月陵 / ボーカル：Akira / コーラス：KIYO

## 関連商品
- 市川環『A Clockwork Ley-Line 運命の廻る森』ユニゾンシフト ブックス、2012年8月10日刊行

## 反響
白月によると、『黄昏時の境界線』くらいから自分の名前が出るようになったという。